# Голубое (Московская область)
Голубо́е — посёлок городского типа (до 2024 года — деревня) в Московской области России. Входит в городской округ Солнечногорск, относится к территориальному управлению Андреевка в рамках администрации городского округа.
Расположена на реке Горетовке, в северо-западной части Московской области, в нескольких км в сторону запада от Зеленограда, на 26 км Пятницкого шоссе, в южной части округа, в 23 км (по прямой) от Солнечногорска.

## История
Название произошло от князя Фёдора Ростовского по прозвищу Голубой.
С 1994 до 2005 года деревня входила в Андреевский сельский округ Солнечногорского района.
С 2005 до 2019 года деревня включалась в городское поселение Андреевка Солнечногорского муниципального района Московской области, с 2019 года стала относиться к территориальному управлению Андреевка в рамках администрации городского округа Солнечногорск.
В 2024 году деревня преобразована в посёлок городского типа.

## Культура
- Церковь Георгия Победоносца рядом с Жилинским кладбищем, вместимостью 1500 человек[8][9].
- Знаменский крестильный храм 2015 года (построен на месте существовавшего в 1700—1939 годах)[10][11].
- Знаменская деревянная церковь 2001 года в коттеджном посёлке[12].
- Церковь Агапита Печерского 1994 года (без внешних признаков) и деревянная часовня 2005 года на территории клинической больницы[13][14].
- Дом причта с Центром помощи семье и детям — трёхэтажное здание на 100 помещений 2018 года постройки[15].
- Усадьба «Голубое-Знаменское» конца XIX века — не сохранилась[16].

## Инфраструктура
- Муниципальный детский сад № 3[17][18], ведомственный детский сад «Теремок»[19], частный лицей[20] и православная школа[21][22].

- Автобусы «Мострансавто» идут до станций Крюково, Подсолнечная, платформы Истра, деревни Баранцево и метро «Пятницкое шоссе»[23].

## Жилищный фонд
- 1977—1989 годы — первая волна строительства многоквартирных домов: построено три дома пяти-, девяти- и двенадцати этажей[24].
- 1998—1999 годы — построен коттеджный посёлок «Голубое» на 120 участков.
- 2007—н.в. — строительство многосекционных домов 17 этажей и домов башенного типа по 12 и 25 этажей: жилые комплексы «Зеленоградские зори», «Мелодия леса», «Зеленоградский» и «Первый зеленоградский».
- Голубое-91 и Голубое-92 — садовые товарищества, входящие в состав деревни.

## Галерея

Знаменский крестильный храм
Строящийся дом причта
Знаменская деревянная церковь

## Население
| 1852 | 1890 | 1926 | 1998  | 2002  | 2010  | 2021  |
| ---- | ---- | ---- | ----- | ----- | ----- | ----- |
| 29   | ↘18  | ↘8   | ↗1113 | ↘1075 | ↗2142 | ↗8039 |